# Steffen Kjærgaard
Steffen Kjærgaard (Tønsberg, 24 maggio 1973) è un dirigente sportivo, ex ciclista su strada e pistard norvegese.
Nel 2012 ha ammesso di aver fatto uso di EPO durante la carriera agonistica.

## Palmarès

### Strada
- 1991 (Juniores, una vittoria)

Campionati norvegesi, Prova a cronometro Juniores
- 1994 (Dilettanti, tre vittorie)

Classifica generale Ringerike Grand Prix
4ª tappa Österreich-Rundfahrt (Gröbming > Zell am Ziller)
Campionati norvegesi, Prova in linea
- 1995 (Dilettanti, due vittorie)

6ª tappa Österreich-Rundfahrt (Lienz > Lienz)
Classifica generale Österreich-Rundfahrt
- 1996 (TVM-Farm Frites, una vittoria)

Campionati norvegesi, Prova a cronometro Elite
- 1997 (TVM-Farm Frites, una vittoria)

Campionati norvegesi, Prova a cronometro Elite
- 1998 (Chicky World, quattro vittorie)

5ª tappa Bayern Rundfahrt (Burghausen > Berchtesgaden)
Classifica generale Bayern Rundfahrt
Campionati norvegesi, Prova a cronometro Elite
6ª tappa - parte a Rheinland-Pfalz-Rundfahrt (Simmern > Wittlich)
- 1999 (Chicky World, quattro vittorie)

Classifica generale Tour de Normandie
Classifica generale Circuit de la Sarthe
1ª tappa - parte a Postgirot Open (Uppsala, cronometro)
Campionati norvegesi, Prova a cronometro Elite
- 2001 (US Postal Service, una vittoria)

Classifica generale Roserittet DNV GP
- 2003 (US Postal Service, quattro vittorie)

Campionati norvegesi, Prova a cronometro Elite
2ª tappa Roserittet DNV GP
3ª tappa Roserittet DNV GP
Classifica generale Roserittet DNV GP

#### Altri successi
- 1990 (Juniores)

Campionati norvegesi, Cronosquadre Juniores (con Bjørn Andre Grubbli, Frode Jensen e Henning Orre)
- 1993 (Dilettanti)

Campionati norvegesi, Cronosquadre (con Bjørn Andre Grubbli e Roar Skaane)
- 1994 (Dilettanti)

Campionati norvegesi, Cronosquadre (con Stig Kristiansen e Ole Sigurd Simensen)
- 1995 (Dilettanti)

Campionati norvegesi, Cronosquadre (con Stig Kristiansen e Ole Sigurd Simensen)
- 1999 (Chicky World)

6ª tappa - parte a Tour de Normandie (Vire, cronosquadre)
Prologo Giro della Bassa Sassonia (Einbeck, cronometro)
Classifica scalatori Hessen-Rundfahrt

### Pista
- 1991

Campionati norvegesi, Inseguimento individuale Juniores
Campionati norvegesi, Chilometro Juniores
- 1992

Campionati norvegesi, Inseguimento individuale
- 1993

Campionati norvegesi, Inseguimento individuale
Campionati norvegesi, Corsa a punti

## Piazzamenti

### Grandi Giri
- Giro d'Italia

1996: ritirato (21ª tappa)
- Tour de France

2000: 89º
2001: 101º
- Vuelta a España

2002: ritirato (14ª tappa)

### Classiche monumento
- Milano-Sanremo

2001: 151º
2003: 116º
- Liegi-Bastogne-Liegi

2001: 106º
2002: 112º
2003: ritirato
- Parigi-Roubaix

2001: ritirato
2002: ritirato
2003: ritirato

### Competizioni mondiali
- Campionati del mondo

Middlesbrough 1990 - In linea Junior: 107º
Lugano 1996 - In linea Elite: ritirato
Verona 1999 - In linea Elite: ritirato
Zolder 2002 - Cronometro Elite: 22º
- Giochi olimpici

Barcellona 1992 - Inseguimento individuale: ritirato